# Playas de Los Campizales y El Carreiro
Las playas de Los Campizales y El Carreiro son dos playas prácticamente unidas en una sola pues a la de Los Campizales, que es un pedrero, se le une la Playa de El Carreiro, con forma de concha, situadas en el concejo asturiano de Cudillero y pertenecen a la localidad de Albuerne. La Playa de Los Campizales, que también se la conoce como playa de Los Negros, es una playa circundada toda ella por acantilados de 60 m o más, lo que da una idea de la peligrosidad del intento de bajar a ella. Se enmarcan en la conocida como Costa Occidental de Asturias.

## Descripción
Para acceder a estas playas puede hacerse desde las localidades de Valdredo o bien desde Albuerne. En ambos casos hay que cruzar estos pueblos y, al llegar a los prados, dejar el coche y continuar el camino hacia la costa a pie, camino bastante largo. La playa de El Carreiro es continuación de la de Los Campizales y está separada de esta por una pequeña construcción de hormigón en forma de rampa sobra la cual depositan los pescadores algunas pequeñas embarcaciones. Hay una desembocadura de un riachuelo; no tiene ningún tipo de servicio y se puede llevar mascota. 
Las actividades recomendadas, y prácticamente únicas, son la pesca submarina y la deportiva a caña. Si se hace la especialidad submarina hay que tomar las precauciones necesarias pues las condiciones de la mar son muy cambiantes. La que se llama «Playa del Negro» tiene unos bajos espectaculares los días de  marejada.